# 東京都立瑞穂農芸高等学校
東京都立瑞穂農芸高等学校（とうきょうとりつ みずほのうげいこうとうがっこう、英: Tokyo Metropolitan Mizuho Nogei High School）は、東京都西多摩郡瑞穂町石畑にある東京都立高等学校。名称に「農芸」とあるが全日制では家庭科、夜間定時制では普通科を併設している。

## 設置学科
- 全日制課程
  - 農業科
    - 畜産科学科
      - 酪農類型
      - 養豚類型
      - 実用動物類型

    - 園芸科学科
      - 生物工学類型
      - 草花・園芸デザイン類型
      - 野菜類型

    - 食品科
      - 食品製造類型
      - 食品流通類型
      - 食品工学類型

  - 家庭科
    - 生活デザイン科
      - 服飾デザイン類型
      - 食物・調理類型
      - 保育・福祉類型
- 定時制課程
  - 普通科
  - 農業科

## 沿革
- 1949年 - 東京都立農林高校定時制課程瑞穂分校として開校。
- 1965年 - 東京都立瑞穂農芸高等学校として分離。
- 1996年 - 現校舎竣工。
- 1999年 - 創立50周年。

## 部活動

### 全日制
- 運動部 - 硬式野球部、陸上競技部、男女テニス部、女子バレー部、バドミントン部、弓道部、男子バスケットボール部、女子バスケットボール部、女子ソフトボール部、ダンス部、卓球部、水泳部
- 文化部 - 演劇部、美術部、茶道部、華道部、吹奏楽部、動物愛好部、バイオテクノロジー部、園芸部、食品研究部、服飾デザイン部、クッキング部
- 同好会 - 写真同好会、自然科学同好会、和太鼓同好会

### 定時制
- 運動部 - 硬式テニス部、水泳部、卓球部、バスケットボール部、野球部
- 文化部 - 軽音楽部、園芸部、イラスト部

## 交通
出典 : 
電車
- JR八高線 箱根ケ崎駅東口から徒歩20分

バス
| 運行事業者 | 乗車駅     | 系統           | 下車停留所                     |
| ---------- | ---------- | -------------- | ------------------------------ |
| 立川バス   | 立川駅     | 立12-1・立12-2 | 「瑞穂第一小学校前」、徒歩15分 |
| 立川バス   | 箱根ヶ崎駅 | 昭24           | 「瑞穂第一小学校前」、徒歩15分 |
| 都営バス   | 花小金井駅 | 梅70           | 「瑞穂町役場入口」、徒歩15分   |

隣地には瑞穂町立瑞穂中学校がある。